# Ракетно-космічна корпорація «Енергія» імені С. П. Корольова
РКК «Енергія» — російська ракетно-космічна корпорація — одне з провідних підприємств російської ракетно-космічної промисловості. Повне найменування — Відкрите акціонерне товариство «Ракетно-космічна корпорація (РКК) „Енергія“ ім. С. П. Корольова». Головна організація корпорації розташована в місті Корольові (колишній Калінінград Московської області, перейменований у 1996 році на честь засновника підприємства), філія — на космодромі Байконур (Казахстан). Створена в 1946 році як ОКБ-1 (Окреме конструкторське бюро № 1) — розробник і виробник першого штучного супутника Землі, автоматичних станцій, які запущено до Місяця, Венери, Марса, пілотованих космічних кораблів і орбітальних станцій.

## Історія

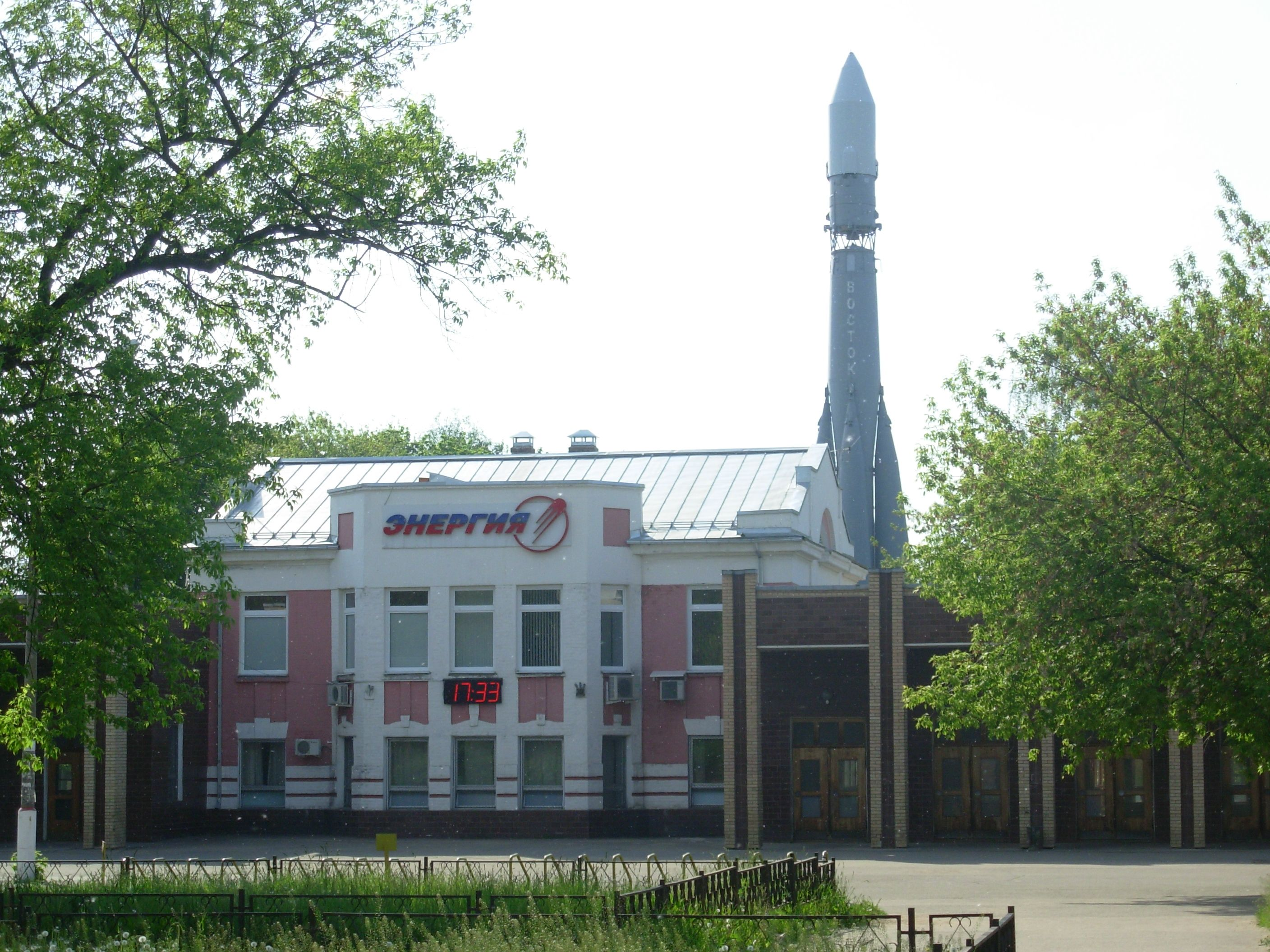
Прохідна РКК «Енергія»

3 травня 1946 року за Постановою Уряду СРСР створені групи НДІ, КБ, випробувальних організацій, заводів із розробки, виготовлення й випробування балістичних ракет дальньої дії, головним конструктором яких призначено С. П. Корольова.
18 жовтня 1947 року — перший у Радянському Союзі успішний запуск ракети А-4, яку зібрано з вузлів і агрегатів німецької ракети ФАУ-2. Цього ж року закінчено льотні випробування цієї ракети.
17 вересня 1948 року — перший запуск першої радянської балістичної ракети Р-1. Ракета майже пролетіла вираховану дальність, але зі значним відхиленням від траси через ненормальну роботу системи управління.
10 жовтня 1948 року — перший успішний запуск першої радянської балістичної ракети Р-1. Цього ж року закінчено льотні випробування першої серії ракет Р-1.
1950 року — ракетний комплекс з ракетою Р-1 прийнято на озброєння.
1956—1957 — спроєктовано ракету-носій сімейства Р-7 і випущено перші екземпляри цієї ракети, на яких 1957 року виведено на навколоземну орбіту перші в історії штучні супутники Землі.
З середини 1960-х і до 1974 року підприємство розробляло ракету-носій надважкого класу Н1.
У 1976—1993 роках підприємство було головним розробником ракети-носія надважкого класу «Енергія».

## Діяльність
РКК «Енергія», — розробник космічних пілотованих кораблів «Союз», вантажних апаратів «Прогрес М» і супутників зв'язку, — також забезпечує функціонування Міжнародної космічної станції та проведення експериментів екіпажами, організовує ротацію екіпажів і забезпечення МКС матеріальними засобами за допомогою пілотованих космічних кораблів «Союз ТМА» і безпілотних вантажних апаратів «Прогрес М». Також РКК «Енергія» — розробник системи супутникового зв'язку «Ямал», підрядник у створенні європейського вантажного космічного корабля ATV. Бере участь у проєкті «Sea Launch» (програми «Морський старт») — виробляє розгінні блоки ДМ-SL. Виручка компанії у 2006 році склала 8,7 млрд руб. (у 2005 році — 6,3 млрд руб.), чистий прибуток — 509 млн руб. (159 млн руб.).
Компанія є членом МАКД.